# Oppolding
Oppolding ist ein Gemeindeteil der Gemeinde Bockhorn im oberbayerischen Landkreis Erding.

## Lage
Der Einödhof liegt auf einer leichten Anhöhe in freier Flur, etwa 2,5 km nordöstlich von Bockhorn. Im Norden fließt das Hammerthaler Bächlein vorbei, westlich befinden sich einige Weiher.
Im Westen des Ortes steht die 1764 durch Johann Baptist Lethner im Stil des Rokoko erbaute katholische Filialkirche St. Johannes der Täufer.

## Baudenkmäler
- Katholische Filialkirche St. Johannes der Täufer

## Geschichte
Der Ort gehörte bis 1972 zu der ehemaligen Gemeinde Eschlbach und kam bei deren Auflösung zur Gemeinde Bockhorn.